# Autonome Li en Miao Prefectuur Baoting
Baoting is een autonome prefectuur in het zuiden van de zuidelijke provincie Hainan, Volksrepubliek China.